# Norrent-Fontes
Norrent-Fontes település Franciaországban, Pas-de-Calais megyében. Lakosainak száma 1372 fő (2022. január 1.). Norrent-Fontes Mazinghem, Saint-Hilaire-Cottes, Bourecq, Ham-en-Artois, Isbergues, Linghem, Rely és Rombly községekkel határos.

## Népesség
A település népességének változása:
| Lakosok száma | 1452 | 1460 | 1432 | 1398 | 1387 | 1384 | 1377 | 1362 | 1372 |
|               | 2013 | 2015 | 2016 | 2017 | 2018 | 2019 | 2020 | 2021 | 2022 |